# اورجار
اورجار (به قزاقی: Urzhar) یک منطقهٔ مسکونی در قزاقستان است که در شهرستان اورجار واقع شده‌است. اورجار ۱۶٬۴۳۸ نفر جمعیت دارد.

## نگارخانه

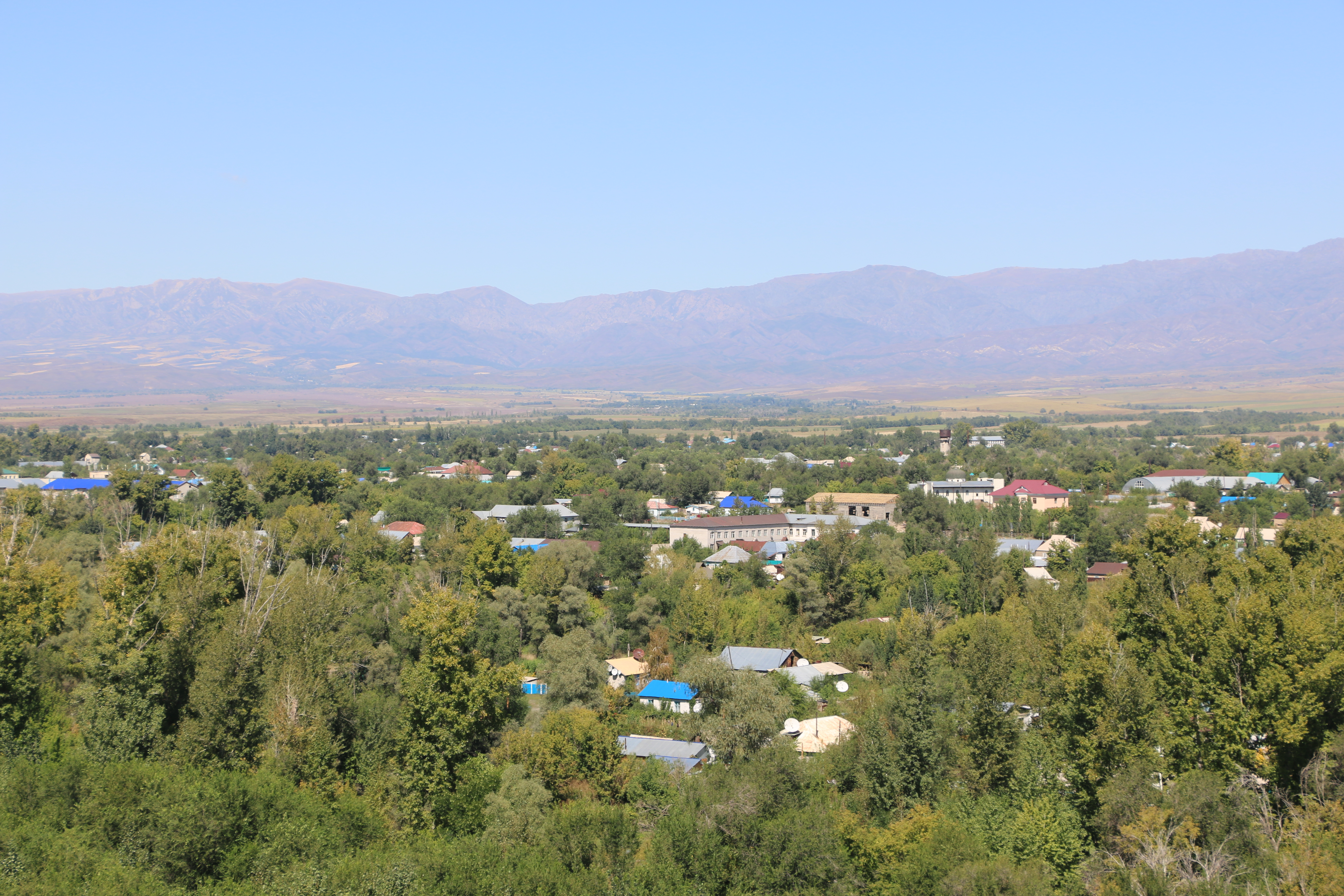
اورجار

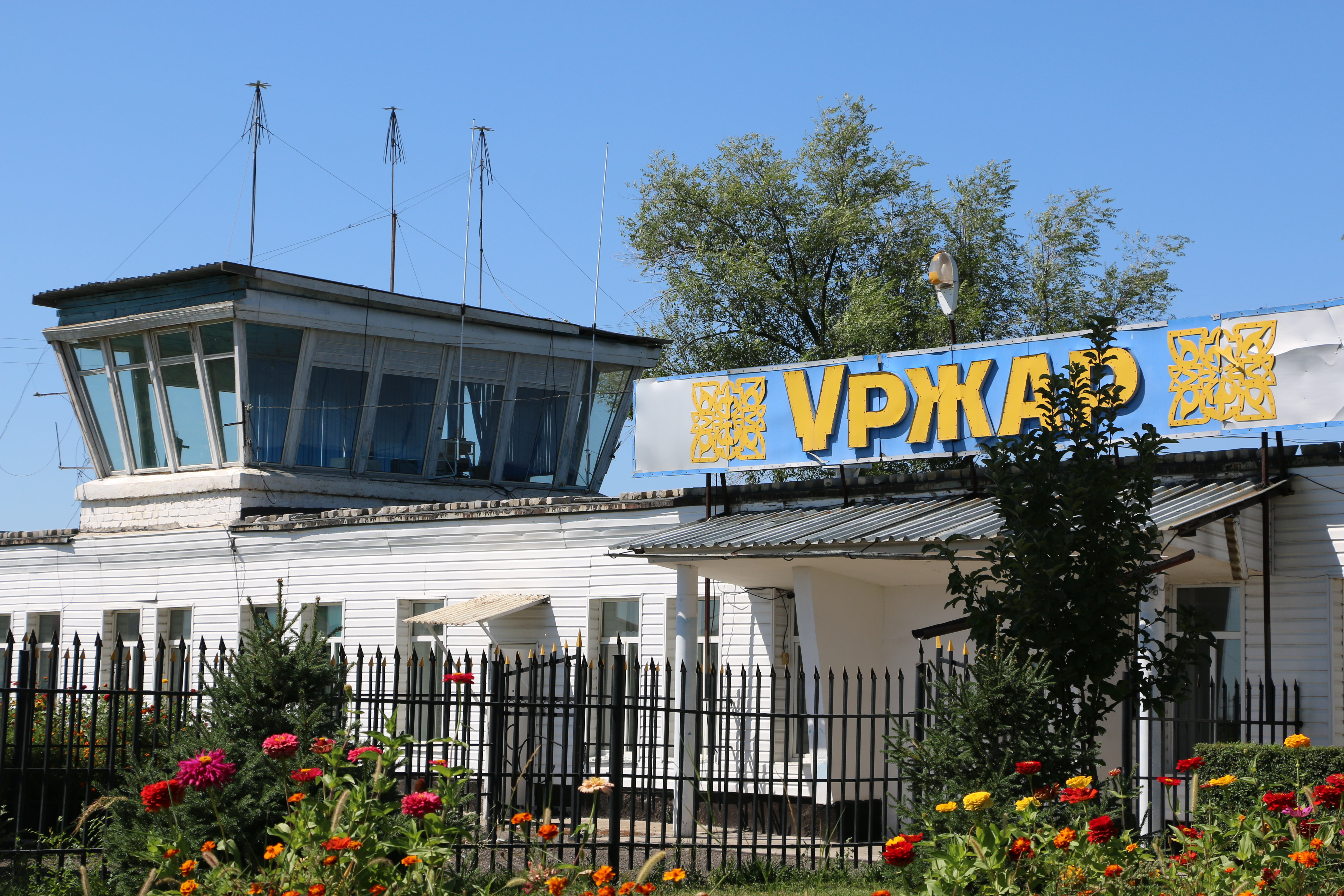
فرودگاه اورجار